# اکشن کانستراکشن
اکشن کانستراکشن (انگلیسی: Action Construction) شرکت صنایع سنگین هندی است، که در سال ۱۹۹۵ تأسیس شد.